# Улица Владимира Винниченко (Киев)
У́лица Влади́мира Винниче́нко (укр. ву́лиця Володи́мира Винниче́нка) — улица в Шевченковском районе города Киева, местность Кудрявец. Пролегает от Обсерваторной до Гоголевской и Павловской улиц.
Примыкает Некрасовская улица .

## История
Улица возникла в 1910—1914 годах, имела название Новопа́вловская (как продолжение Павловской улицы). С 1961 года — улица Юрия Коцюбинского, в честь украинского советского государственного деятеля Ю. М. Коцюбинского.
Современное название в честь украинского писателя и государственного деятеля В. К. Винниченко — с 2015 года.

## Застройка
Улица застраивалась с начала XX века, поэтому дома на ней относятся к разным эпохам и стилям. Среди них выделяется здание Центральной бассейновой больницы — бывшей Лютеранской больницы, возведённой на средства Киевских немцев в 1913 году. Проект здания в стиле средневекового замка создавался в Мюнхене, а руководил строительством Киевский архитектор Эдуард Брадтман. На возведение больницы немцы-лютеране собрали 100 тысяч рублей.
В конце улицы с чётной стороны расположены четыре пятиэтажных дома в стиле конструктивизм — так называемые дома кооператива «Жовтнивка».
Ещё одним ярким образцом конструктивизма является здание № 1/11 на пересечении с Обсерваторной улицей — бывшее общежитие Польского педагогического института, возведённое в начале 1930-х годов. Это была лишь первая очередь из проекта комплекса института и общежитий, который так и не был воплощён полностью в жизнь. Автором проекта был архитектор Владимир Заболотный, соавторами — Василий Дюмин, Борис Ведерников и А. Недопака. Было возведено два общежития: первым было здание № 1/11, вторым — здание № 3, а также возведена часть здания института (сейчас — дом № 5), но осенью 1935 года Польский педагогический институт был ликвидирован.

## Памятники и мемориальные доски
- дом № 9 — мемориальная доска в честь учёного-терапевта Вадима Николаевича Иванова (1892—1962), который в 1933 году основал в этом здании терапевтическую клинику и работал в ней до 1962 года. Открыта 15 января 1963 года, скульптор И. П. Кавалеридзе, архитектор Р. П. Быкова.

## Важные учреждения
- Издательство «Освита» и Украинский центр оценивания качества образования (дом № 5)
- Центральная бассейновая клиническая больница МОЗ Украины (дом № 9)
- Институт урологии АМН Украины (дом № 9-А)